# 노스에어셔

노스에어셔

노스에어셔(영어: North Ayrshire, 스코틀랜드 게일어: Siorrachd Àir a Tuath)는 스코틀랜드의 의회 구역으로 행정 중심지는 어빈이며 면적은 885km2, 인구는 138,000명(2010년 기준), 인구 밀도는 153명/km2이다. 인버클라이드, 렌프루셔, 이스트에어셔, 사우스에어셔와 접한다.